# Liudis Massó Beliser
Liudis Massó Beliser, nota anche come Liudys Massó e Liiudys Beliser (Guantánamo, 22 agosto 1970), è un'ex atleta paralimpica cubana ipovedente.

## Biografia
Sin dall'età di 12 anni si è appassionata all'atletica, praticando dapprima le lunghe distanze, quindi passando ai lanci, sotto la guida dell'allenatore Eduardo Douglas Broock. A 15 anni veniva introdotta in una scuola di formazione sportiva e ha partecipato ai tornei scolastici, con buone prospettive di emergere. Ma a diciotto anni, a causa dell'aggravarsi di due malattie agli occhi (che fino allora, pur essendo congenite, non avevano creato ostacoli alla sua vita), si è rivolta allo sport paralimpico. Questo passaggio è avvenuto anche grazie alla conoscenza del giovane atleta Omar Turro Moya, divenuto in seguito suo marito e padre dei suoi due figli.
Il debutto internazionale di Liudis è avvenuto alle Paralimpiadi di Atlanta nel 1996. Nelle tre gare disputate è risultata quarta nel getto del peso, seconda nel lancio del giavellotto e medaglia d'oro nel disco. Sono seguiti i Mondiali IBSA del 1998, con due medaglie, e i Giochi parapanamericani (prima edizione, a Città del Messico) dove ha colto un triplice oro. Alle Paralimpiadi di Sydney ha partecipato solo al lancio del disco, raggiungendo nuovamente la medaglia d'oro.
La sua carriera atletica non è particolarmente lunga, dato che si è dedicata assiduamente alla vita di famiglia. Tuttavia non ha lasciato lo sport e in tempi recenti ha preparato come allenatrice la rappresentativa paralimpica cubana per i Mondiali di Dubai. Profondamente legata al suo Paese, ritiene prioritario trasmettere l'insieme di valori che l'hanno portata ad essere una campionessa.

## Palmarès
| Anno | Manifestazione          | Sede              | Evento                        | Risultato | Prestazione | Note |
| ---- | ----------------------- | ----------------- | ----------------------------- | --------- | ----------- | ---- |
| 1996 | Giochi paralimpici      | Atlanta           | Getto del peso F10-11         | 4ª        | 10,78 m     |      |
| 1996 | Giochi paralimpici      | Atlanta           | Lancio del disco T10-11       | Oro       | 45,06 m     |      |
| 1996 | Giochi paralimpici      | Atlanta           | Lancio del giavellotto F10-11 | Argento   | 31,92 m     |      |
| 1998 | Mondiali IBSA           | Madrid            | Getto del peso F11            | Argento   |             |      |
| 1998 | Mondiali IBSA           | Madrid            | Lancio del disco F11          | Oro       |             |      |
| 1999 | Giochi parapanamericani | Città del Messico | Getto del peso F11            | Oro       |             |      |
| 1999 | Giochi parapanamericani | Città del Messico | Lancio del disco F11          | Oro       |             |      |
| 1999 | Giochi parapanamericani | Città del Messico | Lancio del giavellotto F11    | Oro       |             |      |
| 2000 | Giochi paralimpici      | Sydney            | Lancio del disco F13          | Oro       | 44,67 m     |      |